# 6032 Nobel
A 6032 Nobel (ideiglenes jelöléssel 1983 PY) a Naprendszer kisbolygóövében található aszteroida. Ljudmila Georgijevna Karacskina fedezte fel 1983. augusztus 4-én.